# Mary Richardson
Mary Raleigh Richardson (ur. 1882 lub 1883, zm. 7 listopada 1961) – kanadyjska sufrażystka, aktywistka polityczna i pisarka, znana z radykalnych działań na rzecz praw kobiet w Wielkiej Brytanii. Zyskała rozgłos po ataku na obraz „Wenus z lustrem” autorstwa Diego Velázqueza w londyńskiej National Gallery. W późniejszych latach związała się z Brytyjską Unią Faszystów.
Mary Richardson urodziła się około 1882 roku w Belleville, Ontario, Kanada. W wieku 16 lat przeniosła się do Wielkiej Brytanii, gdzie studiowała sztukę i publikowała poezję. W latach 1915-1920 wydała m.in. Matilda and Marcus, Symbol Songs, Wilderness Love Songs oraz Cornish Headlands.
Richardson dołączyła do Women’s Social and Political Union (WSPU) po wydarzeniach tzw. „Czarnego Piątku" w 1910 roku, kiedy policja brutalnie potraktowała protestujące kobiety. Była jedną z najbardziej radykalnych działaczek – została aresztowana dziewięć razy, odbyła ponad trzy lata więzienia i była jedną z pierwszych kobiet poddanych przymusowemu karmieniu podczas strajku głodowego.

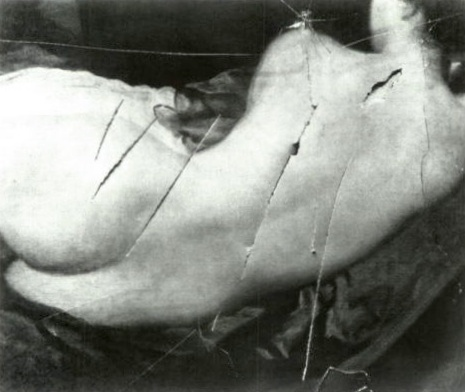
Zniszczenia obrazu "Wenus z lustrem" dokonane przez Mary Richardson (1914)

10 marca 1914 roku Richardson weszła do National Gallery w Londynie i sześciokrotnie porąbała obraz „Wenus z lustrem” (znany też jako „Rokeby Venus”) za pomocą ukrytego tasaka. W oświadczeniu dla WSPU tłumaczyła swój czyn jako protest przeciwko „niszczeniu” Emmeline Pankhurst przez rząd brytyjski. Obraz został później odrestaurowany.
W 1932 roku Richardson dołączyła do Brytyjskiej Unii Faszystów (ang. British Union of Fascists), kierowanej przez Oswalda Mosleya. W 1934 roku została szefową sekcji kobiecej BUF. Twierdziła, że widzi w ruchu cechy przypominające jej doświadczenia z czasów walki o prawa kobiet: „odwaga, lojalność, dar służby”. Opuściła organizację w 1935 roku.
W 1953 roku opublikowała autobiografię Laugh a Defiance. Zmarła 7 listopada 1961 roku w Hastings, w wieku 78 lat, na skutek niewydolności serca i zapalenia oskrzeli.